# Teri McMinn
Teri McMinn (Houston, Texas, 18 de agosto de 1951) é uma atriz e modelo norte-americana, mais conhecida pela sua participação em The Texas Chain Saw Massacre interpretando a personagem Pam, uma jovem que, viajando em uma van com o namorado e amigos até um cemitério no Texas, acaba se tornando vítima de uma família de canibais que encontra pelo caminho.

## Vida e carreira
McMinn nasceu em Houston, Texas. Depois de terminar o colegial, conseguiu uma bolsa de estudos no The Dallas Theatre Center, em Dallas, Texas. Mudando-se para Austin, para aprimorar seus estudos, a atriz frequentou a Universidade do Texas e a St. Edward University. Foi nessa época que o diretor Tobe Hooper lhe ofereceu um papel no filme The Texas Chain Saw Massacre e ela aceitou.
Terminadas as árduas gravações do filme, Teri continuou atuando no teatro regional do Texas e no Centro-Oeste dos Estados Unidos. Após o lançamento do filme em 1974, estudou artes cênicas em Los Angeles e Nova Iorque, trabalhou como modelo, fez comerciais, trabalhos de impressão e continuou a atuar nos palcos.
Ela agora mora na Califórnia e continua a agradar os fãs, comparecendo ocasionalmente a eventos sobre filmes de terror.

### The Texas Chain Saw Massacre
O diretor Tobe Hooper descobriu Teri McMinn ao ler um artigo sobre ela publicado num jornal local em Austin e decidiu dar-lhe o papel de "Pam" no seu filme The Texas Chain Saw Massacre.
Na trama, Pam era uma adolescente que estava viajando com seus amigos, os irmãos Sally e Franklin Hardesty, até um cemitério no Texas para visitar o túmulo do avô destes, a fim de averiguar se o mesmo estava preservado, após ouvirem no rádio boatos sobre supostos vandalismos e roubos a sepulturas em cemitérios locais. No caminho, acabam se tornando vítimas de uma família de canibais. Em sua cena mais memorável, Pam é pendurada em um gancho de carne pelo maníaco assassino Leatherface, interpretado por Gunnar Hansen.
Essa cena, e o filme em si, têm sido objetos de críticas e estudos acadêmicos desde o lançamento da obra. Em 1977, a escritora norte-americana Mary Mackey, descreveu a cena da morte de Pam como, provavelmente, a mais brutal cena de morte feminina vista na tela em um filme distribuído comercialmente. A escritora colocou The Texas Chain Saw Massacre em uma linha de filmes violentos que enfatizam a brutalidade empregada nas mortes de mulheres, e que as retratam como fracas e incapazes de proteger a si mesmas.

Diante da grande repercussão e como protagonista de uma das cenas violentas mais emblemáticas de um dos filmes de terror mais influentes do cinema, Teri McMinn ficou marcada pelo papel de Pam. Assim a atriz comentou sobre o filme e sua personagem, em entrevista de 2004: 
| “ | Bem, foi legal nos primeiros 25 anos, mas estou basicamente 'fora do gancho'. Eu tenho muitos outros interesses que significam muito para mim e que me mantêm ocupada. Mas adoro ver as reações das pessoas, porque elas simplesmente adoram e todos nós rimos muito disso. É realmente excitante e trouxe muita alegria inesperada para mim e para muitos outros. As pessoas realmente sussurram em salas lotadas: 'Sabia? Ela é a garota do gancho de The Texas ChainSaw Massacre? O original!'. Eu fico apenas rindo. Afinal, quem poderia imaginar que este pequeno filme se tornaria um clássico cult? Eu estou no 'Museu de Arte Moderna', pelo amor de Deus! Tobe e Kim têm todos os motivos para se orgulharem do que foi realizado em circunstâncias mais do que desafiadoras. Todos nós temos. Eu tenho muitas boas lembranças disso. | ” |

Na Monster Mania Horror Convention em 2008, em Cherry Hill, Nova Jersey, Teri compareceu pessoalmente como "Pam, a garota do gancho de carne", em uma reunião de elenco. O DVD com a primeira versão restaurada de The Texas Chain Saw Massacre, lançado em setembro de 2008, incluiu uma entrevista com ela sobre a realização e distribuição do filme. Também a edição comemorativa de 40 anos do filme, lançada em DVD e Blu-ray em 2014, inclui uma entrevista de 17 minutos com a atriz sobre os bastidores da clássica produção.

## Filmografia
| Ano  | Título                                                      | Papel               | Notas              |
| ---- | ----------------------------------------------------------- | ------------------- | ------------------ |
| 1974 | The Texas Chain Saw Massacre                                | Pam                 |                    |
| 1991 | The Horror Hall of Fame II                                  | Ela mesma           |                    |
| 2000 | The American Nightmare                                      | Ela mesma           | Imagens de arquivo |
| 2009 | The Cellar                                                  | Sylvia              |                    |
| 2011 | Cousin Sarah                                                | Anastasia           |                    |
| 2012 | Butcher Boys                                                | Mulher com picareta |                    |
| 2013 | Texas Chainsaw 3D                                           | Pam                 | Imagens de arquivo |
| 2014 | The Texas Chain Saw Massacre: Off the Hook with Teri McMinn | Ela mesma           |                    |
| 2017 | Awakening                                                   | Carla Jenkins       |                    |